# Sławosze
Sławosze (deutsch Henriettenfeld) ist ein kleiner Ort in der polnischen Woiwodschaft Ermland-Masuren und gehört zur Gmina Barciany (Barten) im Powiat Kętrzyński (Kreis Rastenburg).

## Geographische Lage
Sławosze liegt in der nördlichen Mitte der Woiwodschaft Ermland-Masuren, neun Kilometer südöstlich der einstigen Kreisstadt Gerdauen (heute russisch Schelesnodoroschny) bzw. 24 Kilometer nördlich der heutigen Kreismetropole Kętrzyn (deutsch Rastenburg).

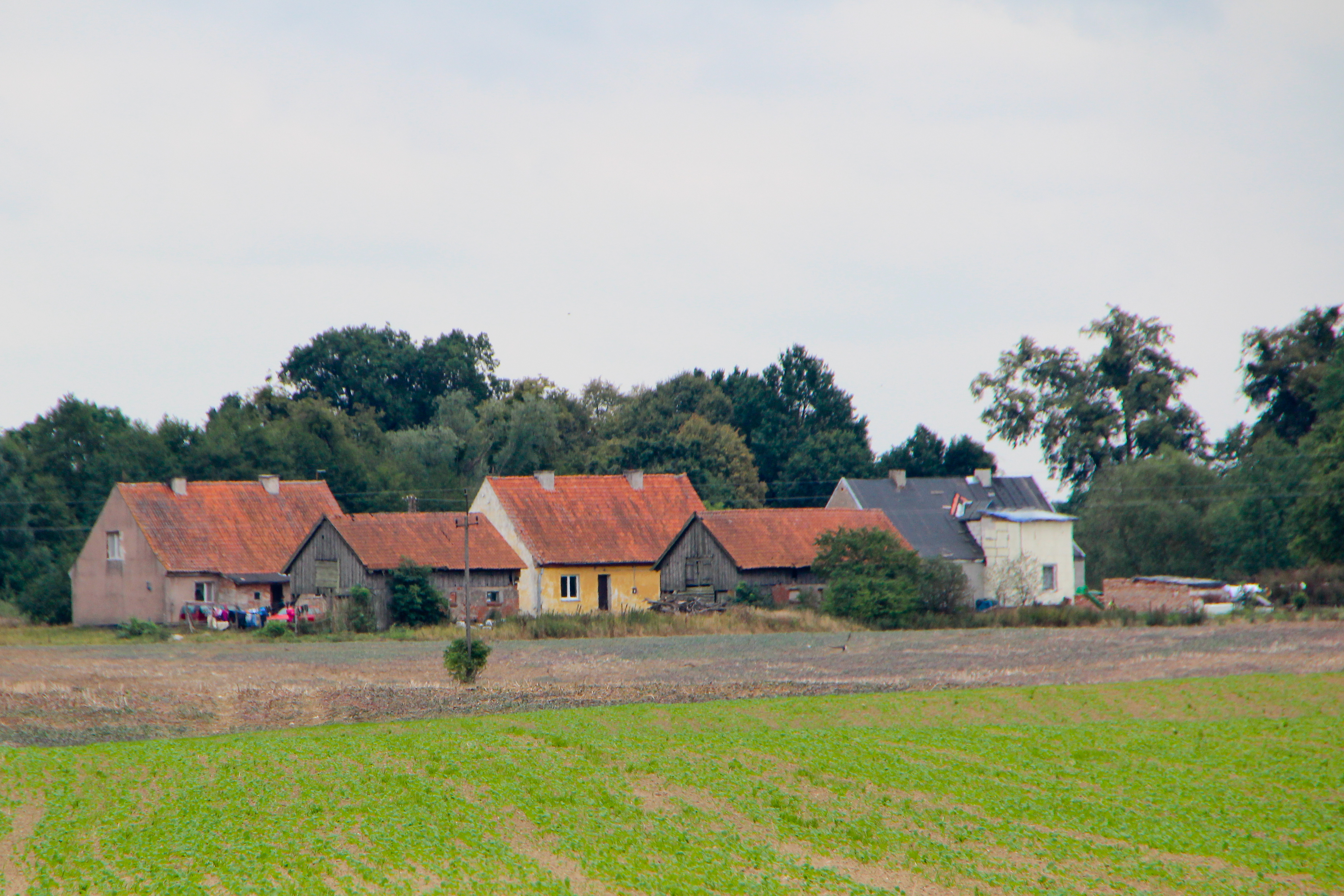
Dorfansicht Sławosze

## Geschichte
Henriettenfeld war bis 1945 ein Vorwerk und wurde vor 1895 Heinriettenfeld genannt. Bis zum 30. September 1928 war Henriettenfeld eine Exklave des Gutsbezirks Korklack (polnisch Kurkławki) im ostpreußischen Kreis Gerdauen und kam dann bis 1945 zur Gemeinde Assaunen (polnisch Asuny).
Als 1945 in Kriegsfolge das gesamte südliche Ostpreußen an Polen überstellt wurde, war auch Henriettenfeld davon betroffen. Der Ort erhielt die polnische Namensform „Sławocsze“ und ist heute ein „Przysiółek osady Święty Kamień“ (deutsch Weiler der Siedlung Heiligenstein) innerhalb der Landgemeinde Barciany (Barten) im Powiat Kętrzyński (Kreis Rastenburg), bis 1998 der Woiwodschaft Olsztyn, seither der Woiwodschaft Ermland-Masuren zugehörig.

## Kirche
Henriettenfeld war bis 1945 in das Kirchspiel der evangelischen Kirche Assaunen in der Kirchenprovinz Ostpreußen der Kirche der Altpreußischen Union, außerdem in die römisch-katholische Kirche St. Bruno Insterburg (heute russisch Tschernjachowsk) im damaligen Bistum Ermland eingepfarrt.
Heute gehört Sławosze zur katholischen Pfarrei St. Anna Mołtajny (Molthainen, 1938 bis 1945 Molteinen) im jetzigen Erzbistum Ermland. Evangelische Einwohner halten sich zur Johanneskirche Kętrzyn mit den beiden Filialgemeinden in Barciany und Brzeźnica (Birkenfeld) in der Diözese Masuren der Evangelisch-Augsburgischen Kirche in Polen.

## Verkehr
Sławosze ist von Aptynty (Aftinten) an der Woiwodschaftsstraße 591 (einstige deutsche Reichsstraße 141) aus über die Nebenstraße Mołtajny–Asuny–Wilczyny zu erreichen. Ein Abzweig zwischen Mołtajny und Asuny führt als Stichstraße in den Ort. Eine Bahnanbindung besteht nicht.